# Vianos
Vianos es un municipio y localidad española de la provincia de Albacete, en la comunidad autónoma de Castilla-La Mancha. Ubicado en la sierra de Alcaraz, el término tiene una población de 320 habitantes (INE 2024).

## Geografía

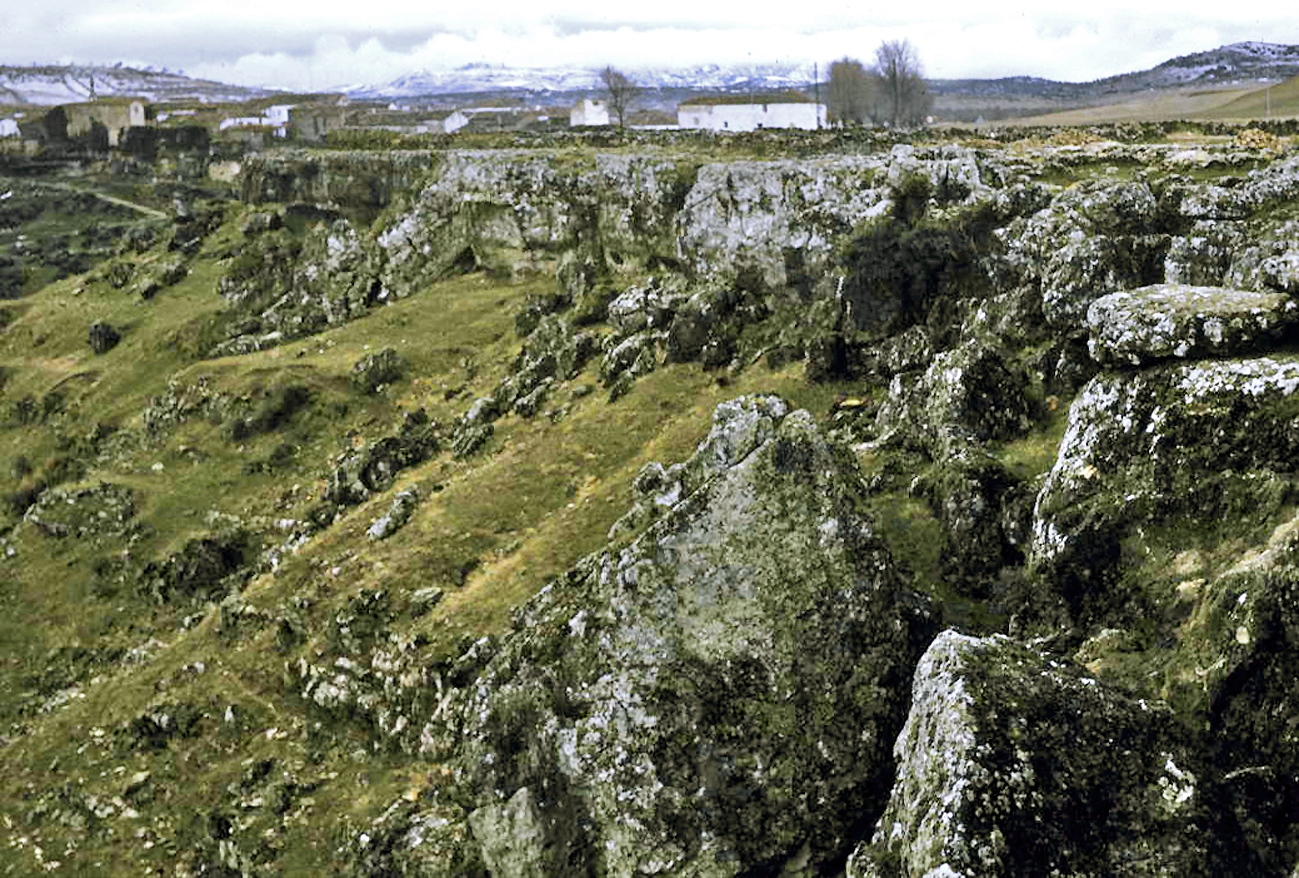
Paisaje en Vianos

Integrado en la comarca de Sierra de Alcaraz, se sitúa a 89 kilómetros de Albacete. El término municipal está atravesado por la carretera nacional N-322 (Albacete-Bailén) y por las carreteras autonómicas CM-412, que conecta con Villanueva de la Fuente y Salobre, y CM-3216, que conecta con Alcaraz y Paterna del Madera.  El relieve del municipio está definido por una meseta que une dos zonas bien diferenciadas, el valle del río Guadalmena al oeste, y la sierra de Alcaraz al este. La altitud oscila entre los 1796 metros (pico Almenara) en el corazón de la sierra de Alcaraz, y los 790 metros a orillas del río Guadalmena. El pueblo se alza a 1120 metros sobre el nivel del mar. El nacimiento del río Mundo se encuentra justo entre los términos municipales de Vianos y Riópar.
| Noroeste: Alcaraz                 | Norte: Alcaraz         | Nordeste: Alcaraz          |
| Oeste: Alcaraz                    |                        | Este: Alcaraz              |
| Suroeste: Villapalacios y Salobre | Sur: Alcaraz (exclave) | Sureste: Bogarra (exclave) |

## Historia
A mediados del siglo XIX, el lugar contaba con una población censada de 1895 habitantes. La localidad aparece descrita en el decimosexto volumen del Diccionario geográfico-estadístico-histórico de España y sus posesiones de Ultramar de Pascual Madoz de la siguiente manera:

VIANOS: v. con ayunt. en la prov. y aud. terr. de Albacete (13 leg.), part. jud. de Alcaráz (1/2), c. g. de Valencia (40), dióc. de Toledo (36): sit. en una meseta al píe de la sierra de Alcaraz, con buena ventilacion y clima frio y propenso á enfermedades agudas. Tiene 240 casas; la consistorial; cárcel; escuela de instruccion primaria dotada con 1,800 rs.; otra de niñas, cuya maestra percibe 540 rs.; 2 fuentes de buenas aguas; una igl. parr. (San Sebastian) servida por un cura y un sacristan. Confina el térm. con los de Alcaraz, Salobre y Villa Palacios: dentro de él se encuentran varias fuentes de buenas aguas; una ermita (La Asuncion), y hasta 31 casas de campo, de las que se da razón en sus respectivos art. El terreno bañado por el arroyo Angorrilla, es de mediana calidad; comprende buenos bosques poblados de pinos, carrascas, aceres, robles, fresnos, acebos y varias matas bajas. caminos: los locales. correo: se recibe y despacha en Alcaraz. prod.: cereales, legumbres, hortalizas, maderas de construccion, leñas de combustible y buenos pastos, con los que se mantiene ganado lanar, cabrio, vacuno, caballar, mular, asnal y de cerda; hay caza de perdices, conejos, liebres, corzos y jabalíes. ind.: la agrícola, 6 molinos harineros y un batan. comercio: esportacion del sobrante de frutos, ganados y maderas, é importacion de los art. que faltan. pobl.: 432 vec., 1,895 alm. cap. prod.: 9.814,913 rs. imp.: 468,462.
(Madoz, 1850, p. 12)

## Geografía humana

### Demografía
Cuenta con una población de 320 habitantes (INE 2024).
| Gráfica de evolución demográfica de Vianos entre 1842 y 2021                                                          |
| |
| Población de derecho según los censos de población del INE. Población de hecho según los censos de población del INE. |

### Economía

#### Evolución de la deuda viva
El concepto de deuda viva contempla solo las deudas con cajas y bancos relativas a créditos financieros, valores de renta fija y préstamos o créditos transferidos a terceros, excluyéndose, por tanto, la deuda comercial.
| Gráfica de evolución de la deuda viva del ayuntamiento entre 2008 y 2014                             |
| |
| Deuda viva del ayuntamiento en miles de Euros según datos del Ministerio de Hacienda y Ad. Públicas. |

La deuda viva municipal por habitante en 2014 ascendía a 401,43 €.

## Turismo
Localizada en pleno corazón de la Sierra de Alcaraz, a más de 1120 m sobre el nivel del mar y al pie del Pico Almenara (su cota más elevada es de 1798 m).
Asentado sobre una meseta, ha sabido conservar y conjugar su carácter netamente serrano con los matices manchegos, como así lo define el trazado de sus calles y plazas, el encalado de las casas, los enrejados y la estética de sus construcciones acordes con el entorno. Esta parte de la sierra albaceteña es quizás la que mejor conserva su arquitectura popular, que contrasta con la espléndida iglesia parroquial de San Sebastián (siglo XVI), de la cual merece destacarse su retablo, las bóvedas de crucería y el baptisterio, recientemente restaurado. Su iconografía cuenta con alguna que otra talla de interés.
Inmerso en plena naturaleza, se puede disfrutar de unos estupendos paisajes. Desde La Peña como se conoce popularmente al cantero, justo en el borde del precipicio donde se sitúa el pueblo, ofrece un impresionante paisaje sobre el valle del Guadalmena y el Campo de Montiel.
El hueco de los Quiñones ofrece contrastes de luces y colores que se entremezclan con la serpenteante carretera que atraviesa el valle y que asciende por un profundo cañón entre huertos de frutales, olivos, cornicabras, zumaques y otros, en otro tiempo sostén de la economía doméstica y que hoy siguen siendo productivos, integrados perfectamente en la flora de montaña. Desde este mismo lugar y hasta donde alcanza la vista pueden verse algunas poblaciones de la llanura manchega. Desde el punto opuesto, la panorámica arranca con el ascenso al Pico Almenara, acompañado a no mucha distancia por el Padrón, otro gigante de la sierra.
Junto a la iglesia se encuentra El Jardín, área recreativa donde se ubica la piscina municipal, pista deportiva, barbacoas y la plaza de toros. Vianos cuenta con gran afición taurina y con una tradición centenaria en la ganadería de reses bravas. El toro es una de las figuras emblemáticas que configuran su escudo.
Desde su casco urbano podemos realizar diferentes rutas y excursiones a lo largo de su extenso término municipal. Algunas de éstas discurren por lo más alto de la sierra. 
Interesante excursión es la que se conoce como el Vianos Viejo, asentamientos de poblaciones prerromanas, probablemente de carácter celtíbero, situadas en torno a otro espectacular paraje por el que desciende el curso del río Angorrilla y desde donde se contempla la cordillera de las Almenarillas. 
A 60 km de Vianos, el municipio cuenta con algunos de los enclaves más importantes del [[Parque Natural de los Calares del Mundo y de la Sima]]. Destaca la [[Cañada de los Mojones]], que alimenta directamente el Nacimiento del Río Mundo (el enclave natural más visitado de la región). Además, pertenece a Vianos la Torca de los Melojos, una de las joyas relícticas botánicas regionales, donde los melojos conviven con flores llamativas y raras en la provincia como las peonías de Paeonia broteroi. 
Así como forma parte el término municipal de Vianos [[El Mirador de los Chorros]] y el [[Sistema de la Cueva de los Chorros]], pese a que se cree que pertenece a Riópar por la cercanía.  
Desde antiguo se identifica a Vianos con el pueblo de las brujas, en realidad no se sabe bien por qué, quizás por algún que otro acontecimiento o leyenda.[cita requerida]

## Fiestas
Fiestas patronales en honor a la Virgen de la Asunción, que se celebran cada 15 de agosto. Encierros, festivales taurinos y verbenas. 
Representación del Auto Sacramental de los Reyes Magos, con el que podremos adentrarnos en un ambiente mágico que hasta hace unos años se celebraba en la madrugada del 6 de enero. Y actualmente se celebra el 5 de enero a las 18h.
Verdadera joya conservada de teatro popular es este Auto de Reyes, único en Castilla-La Mancha y de los pocos que se conservan en la península ibérica, viene realizándose por actores del pueblo desde la Edad Media y se escenifica por las calles, finalizando en la iglesia con la Adoración de los Reyes.

Este Auto de Adoración de los Reyes Magos, se encontró en un códice de la Biblioteca swl Cabildo Catedralicio se Toledo en el siglo XII. El texto está formado por más de 400 versos polimétricos, con rimas asonantes. La representación está formada por ocho escenas que tienen lugar en distintos puntos de Vianos.

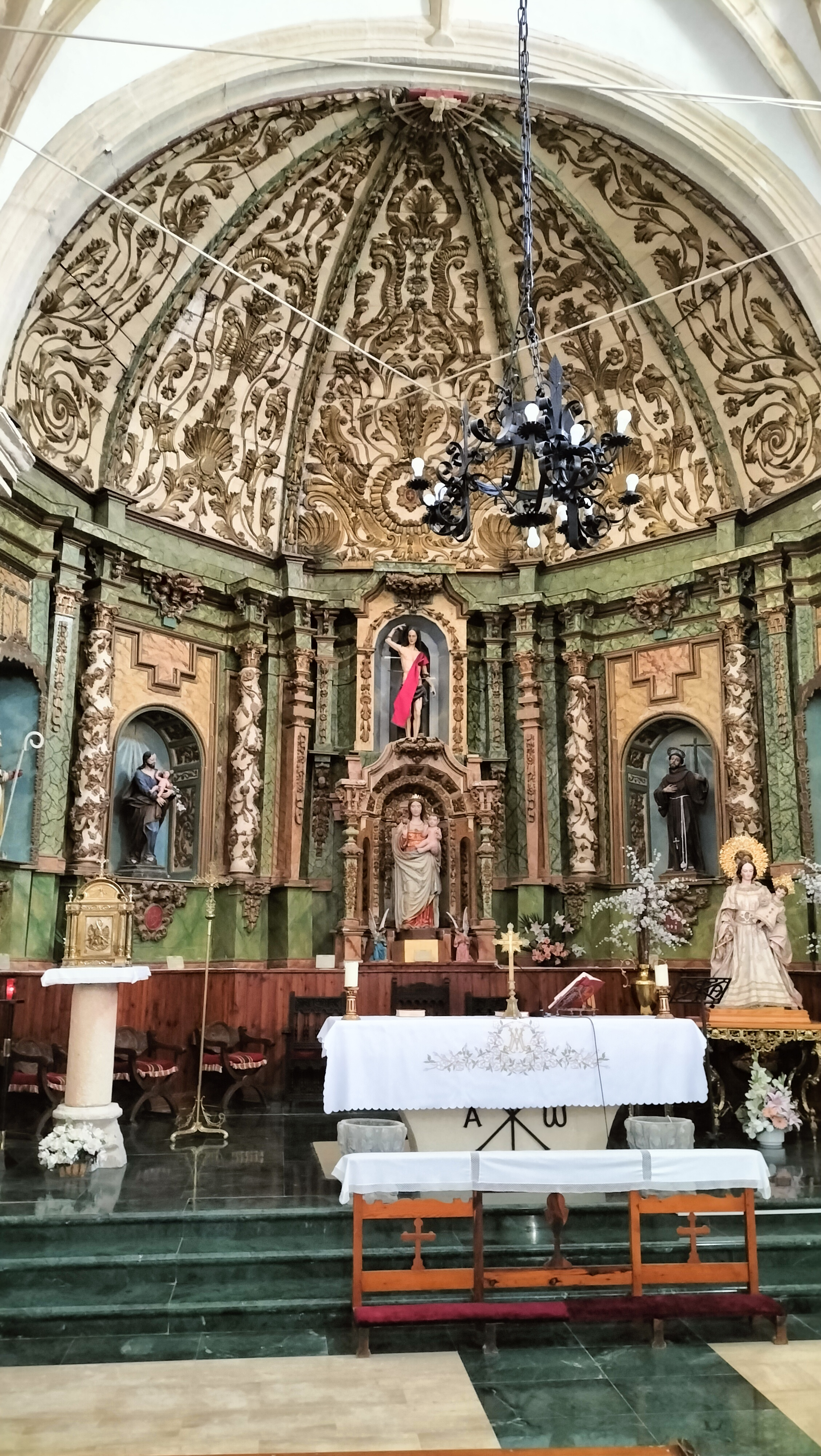
Interior de la iglesia de Vianos